# Regionalizacja fizycznogeograficzna Europy
Regionalizacja fizycznogeograficzna Europy uwzględnia kilka specyficznych cech ukształtowania powierzchni tej części świata: 
- znaczne rozczłonkowanie,
- znaczną różnorodność ukształtowania powierzchni,
- dwoistość budowy tektonicznej,
- pasmowy układ zasadniczych jednostek geograficznych.

## Wcześniejsze regionalizacje
Poglądy geografów co do wydzielenia wielkich jednostek podziału fizycznogeograficznego Europy nawet przed ujednoliceniem było w zasadzie zgodne, choć ich hierarchia i nazewnictwo były rozbieżne. 
I tak, podsumowując dorobek geografii rosyjskiej i radzieckiej, Borys F. Dobrynin w 1948 wydzielił następujące wielkie krainy geograficzne: 
- w Europie Zachodniej (tzn. poza granicami ówczesnego Związku Radzieckiego): 
  - Europa Północna
  - północna równina Europy Środkowej (Nizina Niemiecko-Polska)
  - hercyńska Europa Środkowa
  - obszary trzeciorzędowych gór fałdowych Europy Środkowej (Alpy i Karpaty)
  - obszary aluwialnych równin w zapadliskach tektonicznych pasa fałdowań alpejskich
  - grupa obszarów południowo-europejskich
- na obszarze ZSRR: 
  - równina wschodnio-europejska
  - Ural
  - Krym

Autorzy pięciotomowej polskiej "Geografii powszechnej" z 1965 roku wydzielili następujące wielkie krainy geograficzne Europy: 
- Europa Zachodnia 
  - obszar północnoeuropejski
  - Niż Środkowoeuropejski
  - stare góry i baseny Europy Zachodniej
  - Wyspy Brytyjskie
  - młode góry fałdowe i obniżenia podgórskie 
    - strefa alpejsko-karpacka
    - półwyspy południowe (Europa Śródziemnomorska)
- Europa Wschodnia 
  - Niż Wschodnioeuropejski
  - Ural
  - Krym
  - Góry Krymskie
  - Kaukaz

## Regionalizacja według UKD

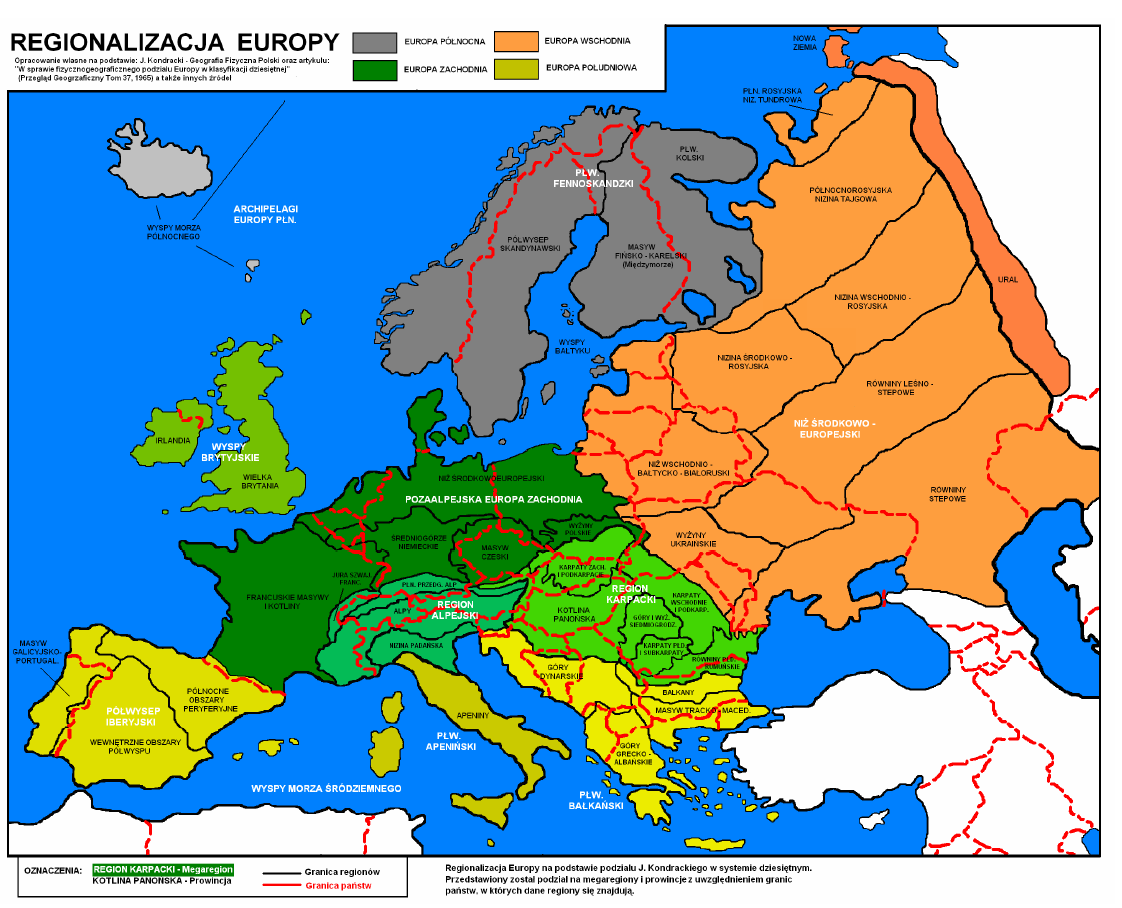
Podział Europy na megaregiony i prowincje

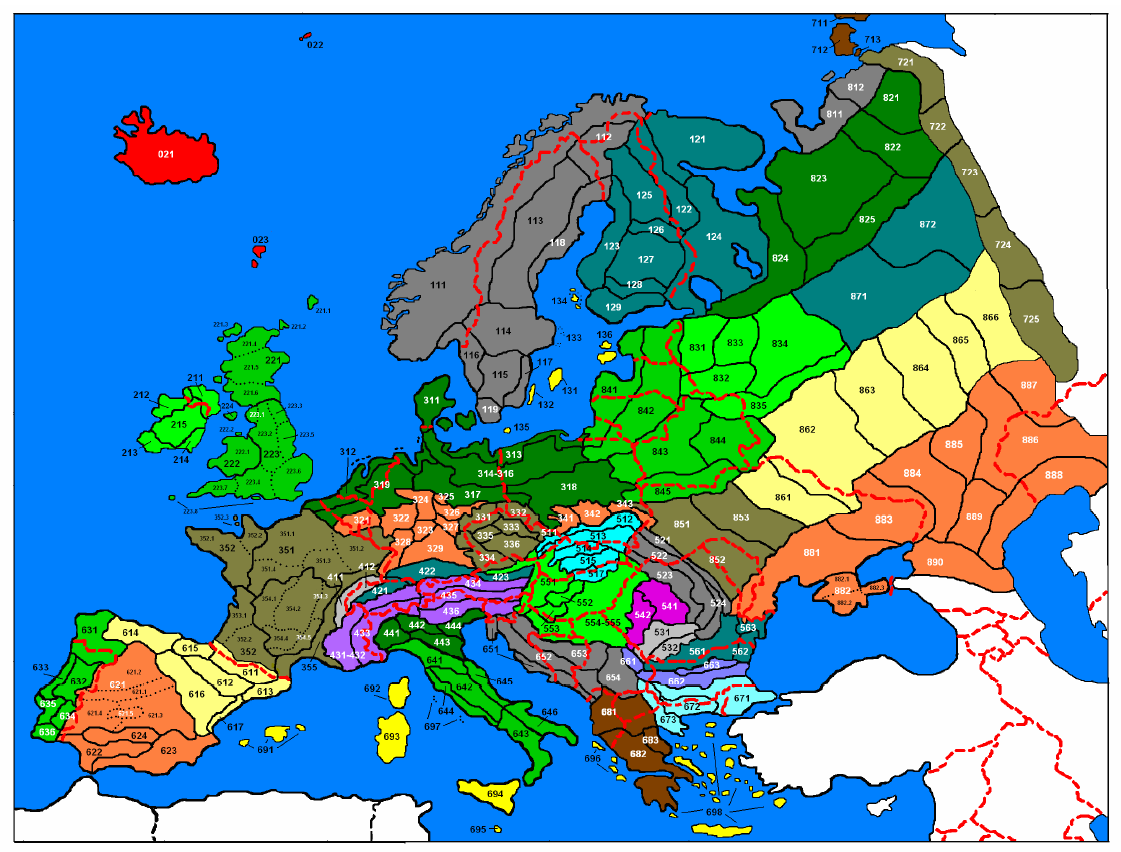
Podział Europy na podprowincje

Najpowszechniej obecnie używana regionalizacja fizycznogeograficzna Europy zgodna z uniwersalną klasyfikacją dziesiętną została przedstawiona w 1971. 

### Europa Północna
0  Archipelagi Europy Północnej
01 Archipelagi Arktyczne
02 Wyspy Morza Norweskiego
1  Półwysep Fennoskandzki
11 Półwysep Skandynawski
12 Masyw Fińsko-Karelski i Półwysep Kolski
13 Wyspy Morza Bałtyckiego

### Europa Zachodnia
2  Wyspy Brytyjskie
21 Irlandia
22 Wielka Brytania
3  Pozaalpejska Europa Środkowa
31 Niż Środkowoeuropejski
32 Średniogórze Niemieckie (Środkowoeuropejskie)
33 Masyw Czeski
34 Wyżyny Polskie
35 Francuskie Masywy i Kotliny
4  Region alpejski (Alpy wraz z obniżeniami zewnętrznymi i wewnętrznymi)
41 Jura Szwajcarsko-Francuska
42 Północne Przedgórze Alp
43 Alpy
44 Nizina Padańska
5  Region karpacki (Karpaty wraz z obniżeniami zewnętrznymi i wewnętrznymi) 
51 Karpaty Zachodnie z Podkarpaciem Zachodnim i Północnym
52 Karpaty Wschodnie z Podkarpaciem Wschodnim
53 Karpaty Południowe z Wyżyną Getycką
54 Góry Zachodniorumuńskie i Wyżyna Transylwańska
55 Kotlina Panońska (Basen Panoński)
56 Równiny Południoworumuńskie

### Europa Południowa
6  Wyspy i półwyspy Morza Śródziemnego
61-63 - Półwysep Iberyjski
61 Północne obszary peryferyjne
62 Wewnętrzne obszary półwyspu
63 Masyw Galicyjsko-Portugalski (Zachodnie obszary peryferyjne)
64 Półwysep Apeniński
65-68 - Półwysep Bałkański
65 Region Gór Dynarskich (Dynarydy)
66 Bałkan
67 Masyw Tracko-Macedoński
68 Góry Grecko-Albańskie (Hellenidy)
69 Wyspy Śródziemnomorskie i Azory

### Europa Wschodnia
7 Krym i Kaukaz
71 Półwysep Krymski
72 Kaukaz Północny
73 Wielki Kaukaz
74 Nizina Kolchidzka
75 Nizina Kurańska
76 Mały Kaukaz
8 Nizina Wschodnioeuropejska
81 Podstrefa tundry i tundry lesistej
82 Podstrefa północnej tajgi
83 Strefa lasów mieszanych i podstrefa południowej tajgi - Nizina Środkoworosyjska
84 Strefa lasów mieszanych i podstrefa południowej tajgi - Niż Wschodniobałtycko-Białoruski
85 Strefa leśno-stepowa - Wyżyny Ukraińskie
86 Strefa stepowa
9 Ural
91 Nowa Ziemia i Wajgacz
92 Ural Polarny
93 Ural Północny
94 Ural Środkowy
95 Ural Południowy